# Gaspar Ibáñez de Segovia
Pour les articles homonymes, voir Segovia (homonymie).
Gaspar Ibáñez de Segovia Peralta y Mendoza, marquis de Mondéjar et membre de la maison de Mendoza (Madrid, 1628 - Mondéjar, province de Guadalajara, 1708), était un historien et bibliophile espagnol.
Issu d’une famille d’hidalgos et de chevaliers de différents ordres militaires, il fit une carrière de fonctionnaire à l’Hôtel des monnaies de Ségovie et acquit par alliance à la fois le titre nobiliaire de marquis de Mondéjar et (en 1681) de vastes domaines en Nouvelle-Castille (nommément le marquisat de Mondéjar et le comté de Tendilla). Dans la Madrid de la décennie 1680, il appartenait au groupe des novatores, c’est-à-dire des précurseurs des Lumières espagnoles, et fréquentait la tertulia (club) scientifique et littéraire de la capitale. Frappé d’une mesure de bannissement intérieur, il passa la deuxième partie de sa vie entre Madrid et ses possessions de l’Alcarria autour du bourg de Mondéjar, et s’adonna désormais entièrement aux études historiques, réunissant une vaste bibliothèque de près de 6 000 volumes et se construisant une réputation d’historien érudit et méticuleux, versé dans l’histoire de l’Antiquité et du Moyen Âge et expert en critique et méthodologie historiques. Sa méthode rigoureuse et sa documentation exhaustive lui permirent d’épurer l’histoire espagnole de ses diverses fables et mystifications et de rectifier les erreurs dans la chronologie de l’histoire d’Espagne. En contact épistolaire avec quantité d’autres érudits, tant espagnols qu’étrangers, il passe pour l’un des précurseurs de l’école critique et historiciste du XVIIIe siècle.

## Biographie

### Famille et ascendances
Gaspar Ibáñez de Segovia était issu d’une famille composée d’hidalgos et de chevaliers d’ordres militaires et ayant des intérêts dans la municipalité de Ségovie et dans la Mesta, alors encore puissante. Son père, le ségovien Mateo Ibáñez de Segovia, chevalier de Calatrava, occupait une haute fonction administrative (Señor de Corpa y Tesorero, littér. Seigneur des minerais et Trésorier) de Philippe IV, et épousa en 1626 la Madrilène Elvira de Peralta y Cárdenas (1608-1647). Son grand-père paternel était Juan Ibáñez de Segovia y Ribera, également Señor de Corpa y Tesorero, mais au service de Philippe III. Son bisaïeul maternel Urbán de Peralta l’arma en chevalier, après qu’il eut reçu l’habit de chevalier d’Alcántara en 1636, à l’âge de seulement huit ans.
De santé précaire pendant son enfance, il devint orphelin de bonne heure, ce qui l’obligea très tôt à gérer lui-même son vaste héritage et à prendre en charge ses neuf frères et sœurs mineurs, mais trouva néanmoins le loisir de s’adonner aux études historiques qui allaient le rendre célèbre.
Il eut une fille naturelle, puis convola en 1651 à de premières noces avec Juana de Vega y Acuña, mais tomba veuf dans l’année. Il se remaria en 1654 avec María Gregoria de Mendoza (1633-1718), deuxième fille du marquis d’Agrópoli. En 1661, il fut nommé surintendant des deux Hôtels des Monnaies de Ségovie, où il était chargé de façonner la monnaie nouvellement créée.
En 1663, faute d’héritiers, le marquisat de Mondéjar et le comté de Tendilla furent dévolus à la sœur de María Gregoria, Francisca Juana, tandis que le marquisat d’Agrópoli passait à María Gregoria, ce qui permit de conjuguer un titre nobiliaire à des biens économiques, lesquels étaient apportés par Gaspar. Cependant, le décès sans descendance de Francisca Juana en 1677 fit échoir à Gaspar et à sa femme en 1681, à l’issue d’un bref procès en succession, le marquisat de Mondéjar et le comté de Tendilla. Il s’ensuivit que Gaspar put, en sa qualité de consort, accéder à présent à un titre relevant de la Grandesse d'Espagne et concomitamment joindre les nombreux biens hérités par son épouse aux siens propres, qui s’augmentèrent également, et en outre de se voir octroyer les titres d’alcaide (gouverneur de forteresse) de l’Alhambra et de capitaine général de la ville de Grenade (tous titres ajoutés à son antérieur titre de chevalier d’Alcántara), ainsi que le marquisat de Valfermoso. La succession de la maison de Mondéjar eut aussi pour conséquence que le patronyme Mendoza fut uni aux siens, et qu’il était désormais désigné par Gaspar Ibáñez de Segovia Peralta y Mendoza. Par ailleurs, il avait gardé de forts liens avec la Mesta ségovienne.
Opposé à Juan José d'Autriche (favori et demi-frère bâtard de Charles II), il fut frappé d’une mesure de bannissement intérieur, et c’est par lui sans doute que fut alors écrit le poème satirique Un fraile y una corona…, dans lequel Juan José d’Autriche et sa mère étaient raillés. Fort âgé déjà et affligé de tracas de santé, dont la goutte, il se retira sur ses terres de Mondéjar. Lors de la guerre de Succession, il adopta une attitude neutre, mais pendant la campagne de 1706, lorsque l’archiduc Charles d’Autriche fit son entrée à Madrid, maints nobles lui feront allégeance, parmi eux au moins trois de ses fils : José, Vicente et Nuño. En conséquence, il dut, pour préserver le patrimoine familial, les déshériter en faveur de son petit-fils Nicolás.
Si lui-même cependant ne prêta pas serment à l’archiduc quand celui-ci passa par Guadalajara et Pastrana, il ne fut pas davantage en mesure, par son état physique, d’apporter son appui à Philippe V, pour lequel pourtant il avait pris parti. Ce nonobstant, Philippe V aliéna ses biens à sa mort (puis, en 1718, ceux de sa femme), avant de les restituer à l’aîné de ses fils au lendemain du traité de Vienne en 1725.

### Travaux d’historien
À la Cour de Madrid, Gaspar s’était opposé à Juan José d'Autriche, qui obtint de le faire bannir ; Gaspar passa donc la deuxième partie de sa vie entre Madrid et ses possessions de l’Alcarria autour du bourg de Mondéjar. Cependant, sa véritable passion était sa bibliothèque et l’histoire, à laquelle il se voua désormais complètement, pour autant que ses moyens économiques le lui permettaient. Il maîtrisait le latin, était féru de poésie et des langues sémitiques, et se distingua bientôt, de son vivant déjà, comme historien érudit et méticuleux, expert en histoire de l’Antiquité et du Moyen Âge et en critique et méthodologie historiques. Il se constitua une considérable bibliothèque qui comptait 5903 volumes — parmi lesquels figurait notamment le Beatus de Ferdinand et Sancha, manuscrit du XIe siècle, —, et qui lui fut confisquée par Philippe V, pour se retrouver plus tard dans le fonds de l’actuelle Bibliothèque nationale d'Espagne.
Il était en contact épistolaire avec quantité d’autres hommes d’étude, tels qu’Étienne Baluze, bibliothécaire de Colbert, le Flamand Daniel van Papenbroeck, et les Espagnols Luis de Salazar y Castro et Nicolás Antonio. Il appartenait à la dénommée protoilustración (ou pre-ilustración), c’est-à-dire au groupe des précurseurs des Lumières espagnoles (dits aussi novatores) qui, dans la Madrid de la décennie 1680, sous le règne de Charles II, s’étaient regroupés en une notable tertulia (club) scientifique et littéraire. Ses travaux permirent de dénoncer les « fausses chroniques », qui interféraient avec l’historiographie et empêchaient une véritable histoire espagnole, puisque cette pseudo-histoire proclamait comme véridiques un ensemble de personnages légendaires, sans faire nettement le départ entre légende et histoire. Gaspar fut un précurseur de l’école critique et historiciste du XVIIIe siècle.
Gaspar négligea de donner à imprimer tous ses écrits, mais plusieurs d’entre eux seront heureusement imprimés vers le milieu du XVIIIe siècle par les soins de Gregorio Mayans y Siscar, qui dira de lui qu’il fut « le plus perspicace clarificateur de l’histoire d’Espagne » et que ce fut grâce à ses travaux qu’ont pu être corrigées les erreurs dans le comput de l’histoire d’Espagne consécutives à l’utilisation de l’Ère d'Espagne. Sa capacité de chercheur dans des sujets obscurs et controversés, sa méthodologie rigoureuse et sa documentation exhaustive le rendirent à même d’épurer l’histoire espagnole de ses diverses fables, mystifications et supercheries, fréquentes à son époque (telles que p. ex. les livres de plomb du Sacromonte, les chroniques du père Higuera, etc.). 
Parmi ses œuvres méritent mention particulière La predicación de Santiago en España (1682), Advertencias a la Historia del padre Mariana (posthume, 1746) et surtout Noticia y juicio de los principales historiadores de España (posthume, 1784).

## Œuvres
- Discurso histórico por el patronato de San Frutos contra la supuesta cathedra de San Hierotheo en Segovia;
- Disertaciones eclesiásticas por el honor de los antiguos tutelares contra las ficciones modernas;
- Noticia y juicio de los más importantes historiadores de España;
- Obras Cronológicas;
- Examen chronologico del año en que entraron los moros en España;
- Advertencias a la Historia del Padre Juan de Mariana;
- Historia de la Casa de los Marqueses de Mondéjar y Condes de Tendilla;
- Memorias históricas de la vida y acciones del rey D. Alonso el Noble, octavo del nombre;
- Cádiz phenicia, con el examen de varias noticias antiguas de España, vol. I, vol. II, y vol. III;
- Predicación de Santiago en España;
- Explicación de un lugar de Suetonio.
- Memorias históricas del Rei D. Alonso el Sabio i observaciones a su Chronica (ouvrage posthume : BVMC, en pdf)